# Bandiera a mezz'asta

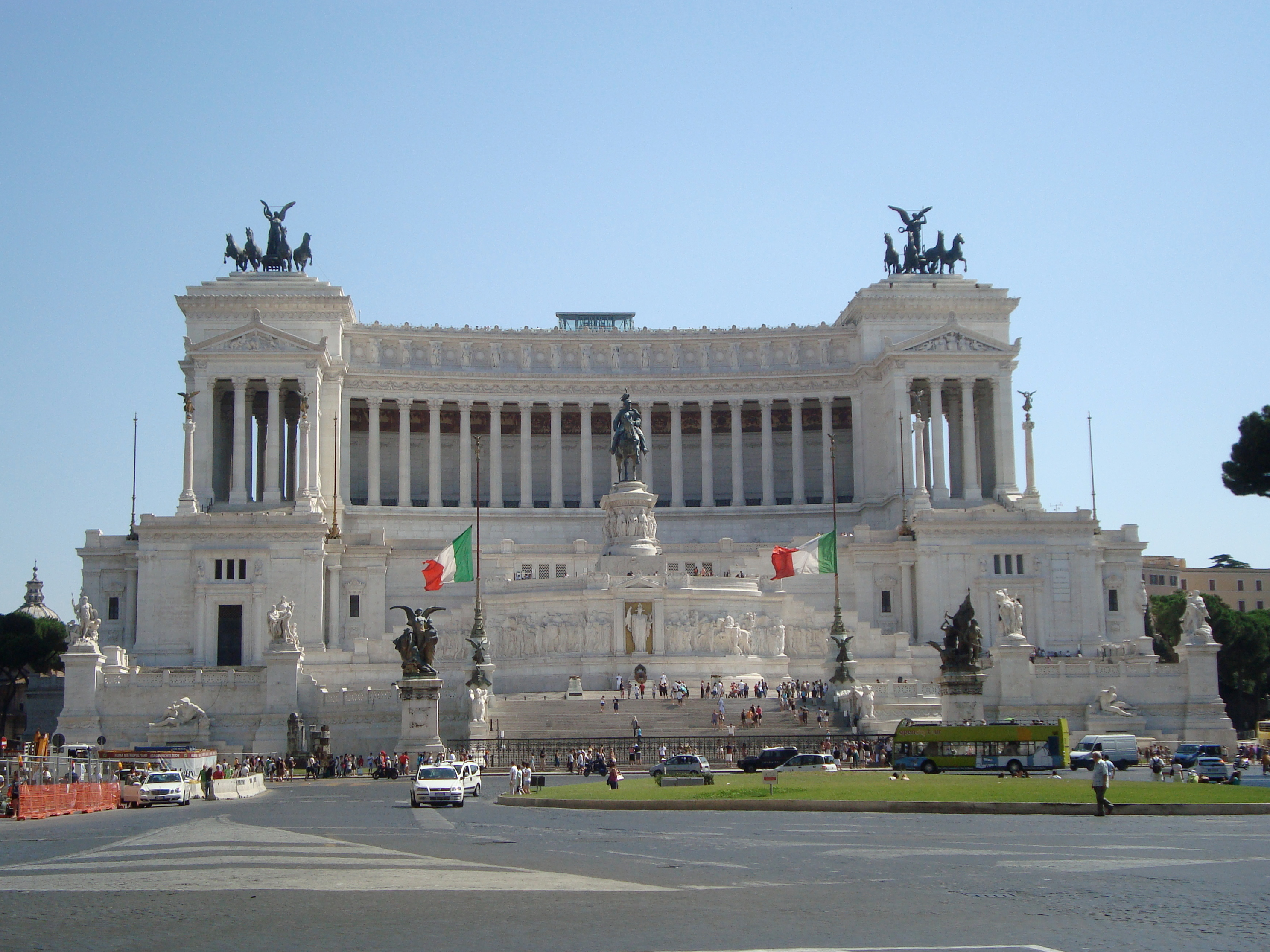
Bandiere a mezz'asta al Vittoriano di Roma in segno di lutto per la morte del presidente emerito Francesco Cossiga, 19 agosto 2010

Con il termine bandiera a mezz'asta si indica la pratica di issare e far sventolare una bandiera non alla cima del pennone ma più in basso, di solito poco sopra la sua metà, in segno di lutto.
La tradizione di issare la bandiera a mezz'asta è iniziata nel XVII secolo, forse per consentire che "la bandiera invisibile della morte" sventolasse in cima all'albero. In alcuni paesi di tradizione anglosassone, come il Regno Unito, la bandiera a mezz'asta è issata tanto più in basso quanta è la larghezza della bandiera stessa: ad esempio se la bandiera è larga 50 cm, sarà issata 50 cm più in basso rispetto alla cima dell'asta.
In fase di innalzamento di una bandiera che deve essere issata a mezz'asta, essa va prima issata fino alla cima per un istante e poi abbassata a mezz'asta. Inoltre quando viene abbassata alla fine della giornata, bisogna ancora issarla fino alla cima per un istante e poi abbassarla.

## Esempi

### Arabia Saudita
La bandiera dell'Arabia Saudita è una delle tre bandiere nel mondo (insieme alla bandiera di Iran e Somaliland) che è vietato abbassare a mezz'asta, poiché mostra la Shahada - la professione di fede musulmana - e sarebbe considerato un'offesa alla religione abbassarla.
Dal momento che porta il concetto di unicità di Dio, non viene tenuta a mezz'asta neanche in caso di lutto.

### Australia

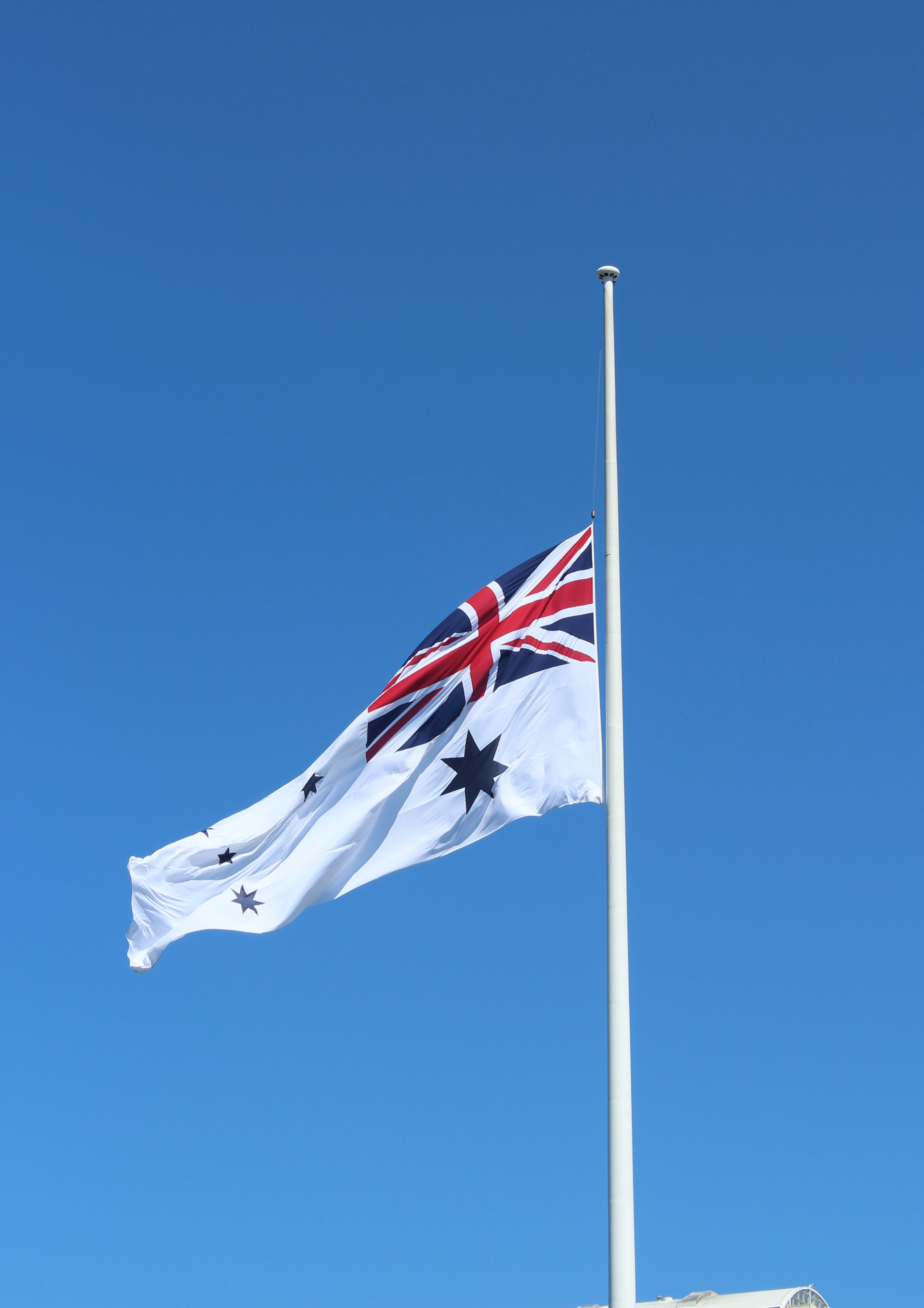
La bandiera della marina militare dell'Australia a mezz'asta.

La bandiera australiana è a mezz'asta:
- Alla morte del Sovrano, dal momento dell'annuncio della morte fino al funerale, tranne il giorno della proclamazione del nuovo Sovrano.
- Alla morte di un membro di una famiglia reale.
- Alla morte del governatore generale o di un ex Governatore Generale.
- Alla morte di un illustre cittadino australiano.
- Alla morte del capo di stato di un altro paese con il quale l'Australia ha relazioni diplomatiche (la bandiera è a mezz'asta nel giorno del funerale).
- Nell'ANZAC Day, fino a mezzogiorno
- Nel Remembrance Day dalle 10:30 alle 11:03
- Nei giorni successivi all'"incendio del Black Saturday" molte bandiere di tutti i tipi sono portate a mezz'asta in riconoscimento dell'enorme perdita di vite umane.
- Il 7 febbraio in ricordo delle vittime del 2009 nel bosco dello Stato del Victoria.

### Cambogia
Le bandiere cambogiane hanno sventolato a mezz'asta per la morte del Re Norodom Sihanouk per 7 giorni, dal 15 ottobre al 22 ottobre 2012.

### Canada
La bandiera canadese è a mezz'asta:
- Alla morte del Sovrano, dal momento dell'annuncio della morte fino al tramonto del giorno del funerale, tranne il giorno della proclamazione del nuovo Sovrano.
- Alla morte di un Governatore o del Primo ministro in carica, dal momento dell'annuncio della morte fino al tramonto del giorno del funerale.
- Alla morte di un membro della famiglia reale, un ex Governatore Generale, il Capo seduta Giustizia della Corte Suprema o di un ex primo ministro, dall'annuncio della morte fino al tramonto del giorno del funerale.
- Alla morte di un ufficiale di polizia mentre sta compiendo il suo lavoro, la bandiera sventola a mezz'asta da un paio di giorni o settimane, a seconda della classificazione del funzionario.
- Il 28 aprile, in occasione della Giornata di Lutto per morti e feriti sul posto di lavoro
- Il 23 giugno di ogni anno, in occasione della Giornata Nazionale della Memoria per le vittime del terrorismo
- L'ultima domenica di settembre di ogni anno in ricordo degli Ufficiali morti sul lavoro (Police Officer's National Memorial Day)
- L'11 novembre di ogni anno, per il Remembrance Day
- Il 6 dicembre di ogni anno, in occasione della Giornata Nazionale della Memoria e azione sulla violenza contro le donne

### Corea del Sud
La Taegeukgi sventola a mezz'asta nella Giornata Coreana della Memoria.

### Cina
Esiste la legge riguardo alla bandiera nazionale che prevede una serie di situazioni in cui la bandiera deve sventolare a mezz'asta:
- Alla morte del Presidente, del Premier, del Presidente della Commissione Militare Centrale e di chi ha contribuito alla pace della Repubblica popolare Cinese
- In occasioni di grandi catastrofi

### Filippine
La bandiera può sventolare a mezz'asta:
- Alla morte del Presidente o di un ex Presidente, la bandiera sventola per 10 giorni
- Alla morte di un vice Presidente, del Presidente della Corte Suprema, del Presidente del Senato o Presidente della Camera dei Rappresentanti, per 7 giorni
- Nel giorno della morte fino al giorno della sepoltura di un membro in carica della Corte di Cassazione, Consiglio dei Ministri, del Senato o della Camera dei rappresentanti
- In una regione in sofferenza a causa di un disastro naturale come tifoni o terremoti

La bandiera può essere utilizzata per coprire le bare dei morti dei militari, veterani delle guerre precedenti, artisti nazionali e civili. In questi casi, la bandiera deve essere posizionata in modo che il Triangolo bianco si posizioni in corrispondenza della testa e la parte blu in corrispondenza del lato destro della bara. La bandiera non viene abbassata con la tomba e non tocca il suolo ma deve essere piegata solennemente e consegnata agli eredi del defunto.

### Hong Kong
La bandiera dello Stato di Hong Kong segue le leggi cinesi riguardo alla bandiera Nazionale

### Germania
La bandiera tedesca o degli stati federali sventolano a mezz'asta:

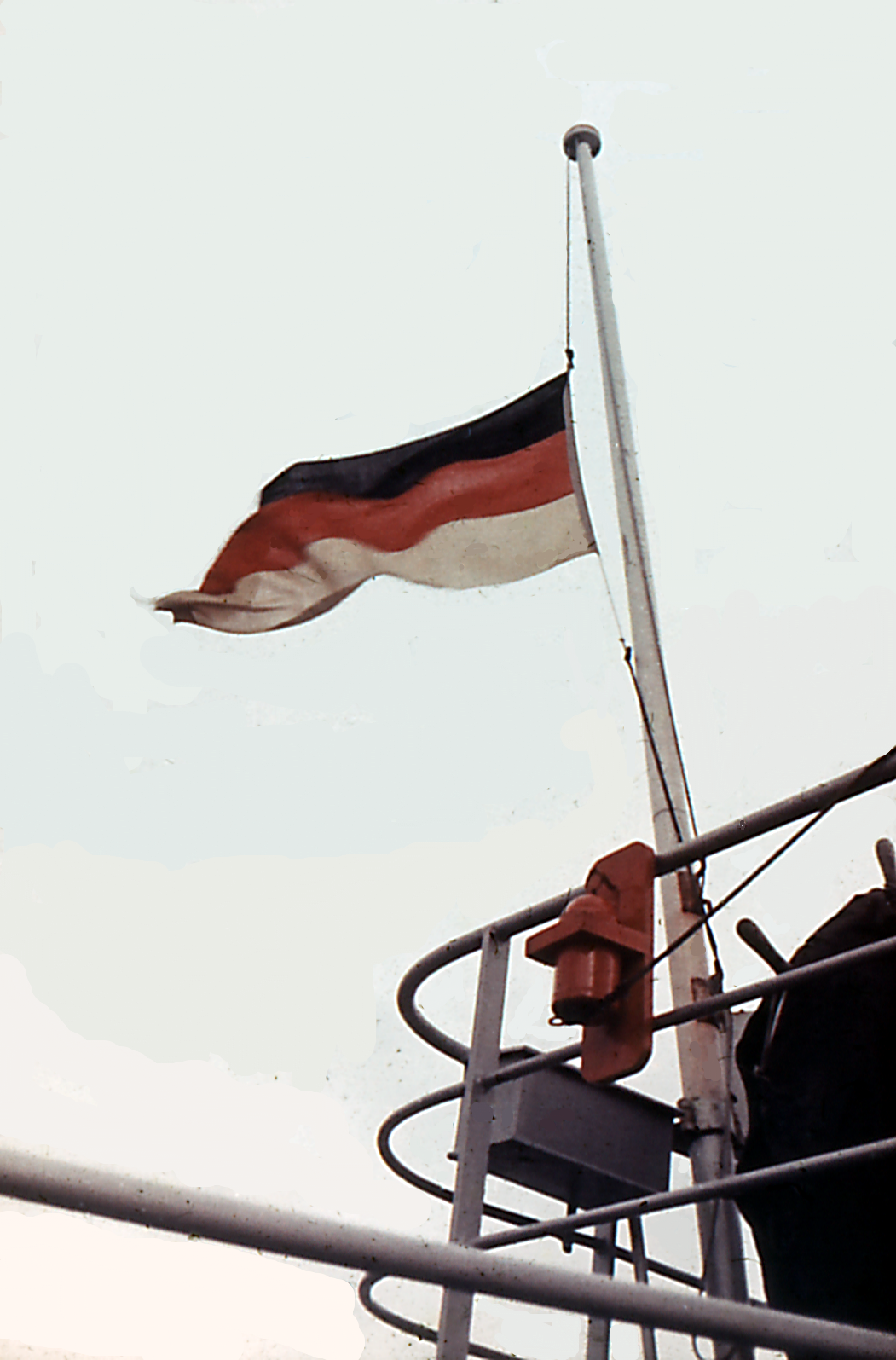
La bandiera a mezz'asta per la SS Pamir nel settembre 1957 agli ordini della Repubblica Federale Tedesca

- Il 27 gennaio, nella Giornata della Memoria per le vittime del nazionalsocialismo
- Nella Giornata di lutto nazionale (33ª domenica dell'anno)

### Giappone
La bandiera giapponese sventola a mezz'asta:
- Alla morte dell'imperatore del Giappone, di altri membri della Famiglia Imperiale o di un primo Ministro
- A seguito di calamità naturali

### Grecia
Secondo la legge 851/1978, l'unico giorno specificato in cui la bandiera greca deve sventolare a mezz'asta è il venerdì Santo e nei giorni di lutto Nazionale

### India
La bandiera dell'India sventola a mezz'asta per:
- La morte del Presidente, Vice Presidente, Governatore e Primo Ministro in tutta l'India.
- Alla festa dell'Indipendenza della Repubblica
- Nel giorno del compleanno di Mahatma Gandhi
- Settimana Nazionale, dal 6 al 13 aprile
- Alla morte di un illustre persona, se deciso dal Ministro dell'Interno

L'India ha osservato un lutto nazionale di 5 giorni, per la scomparsa di Nelson Mandela il 5 dicembre 2013 facendo sventolare la bandiera a mezz'asta.

### Indonesia
La bandiera dell'Indonesia ha sventolato e sventola a mezz'asta in diverse occasioni:
- Il 10 novembre per ricordare gli eroi caduti nella Battaglia di Surabaya del 1945 per la Rivoluzione Nazionale indonesiana,
- A seguito del terremoto del 2004 nell'Oceano Indiano e per lo tsunami ad Aceh,
- Dopo la morte di un ex presidente
- In altri giorni di lutto nazionale

### Iran
Per gli stessi motivi religiosi secondo i quali è proibito issare a mezz'asta le bandiere di Arabia Saudita e Somaliland, anche la bandiera iraniana deve sventolare sempre alla cima del pennone, anche in caso di lutto. In quest'ultima eventualità è possibile issare una seconda bandiera, completamente nera, a mezz'asta.

### Irlanda
La bandiera dell'Irlanda è spesso sventolata a mezz'asta per la morte di una figura nazionale o internazionale (ossia presidenti ex e attuali) su tutti gli edifici pubblici di rilievo.
La morte di una figura di spicco locale può essere contrassegnata dalla bandiera a mezz'asta.

### Israele

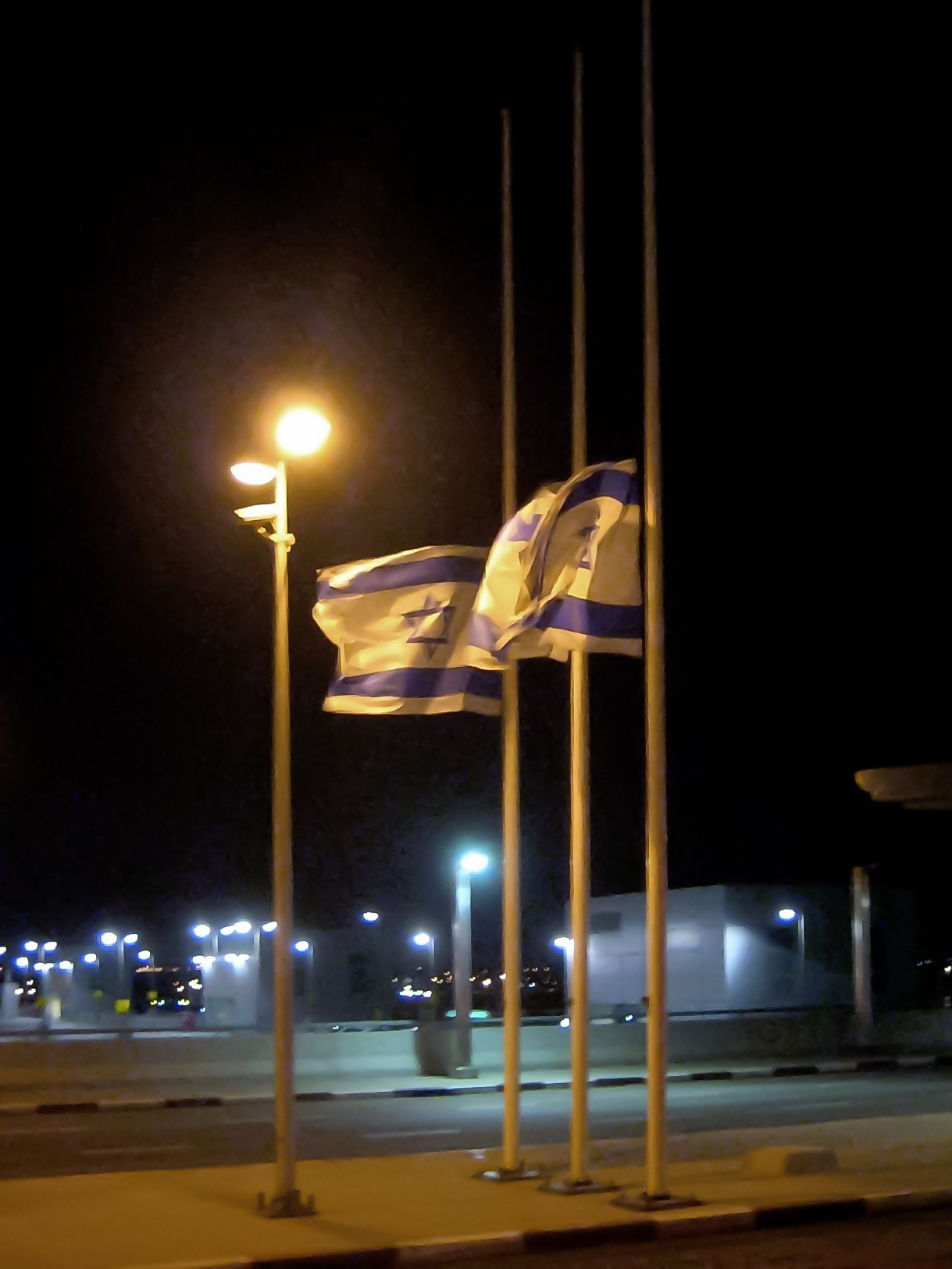
Tre bandiere israeliane a mezz'asta nel Giorno della Memoria per le vittime dell'Olocausto

La bandiera israeliana sventola a mezz'asta:
- Nel Giorno della Memoria.
- Nel Giorno della Memoria per i caduti e le vittime del terrorismo
- Negli altri giorni di lutto nazionale

### Italia
Le bandiere esposte all'esterno sono tenute a mezz'asta in segno di lutto, con l'eventuale aggiunta di due strisce di velo nero all'estremità superiore dell'inferitura. I singoli enti possono disporre il lutto solo sulle proprie bandiere chiedendo ad altri enti di associarsi.

### Malesia
La bandiera malese sventola a mezz'asta:
- Alla morte del Re Supremo, per 7 giorni dal giorno dell'annuncio
- Alla morte della Regina suprema, per 7 giorni dal giorno dell'annuncio
- Alla morte di Governanti e capi di stato, dal giorno dell'annuncio fino al giorno del funerale
- Alla morte del Primo Ministro, per 3 giorni a partire dal giorno dell'annuncio

È sventolata, inoltre, in segno di rispetto per i passeggeri e l'equipaggio che erano nel volo Malaysia Airlines 370

### Nazioni Unite
Presso gli uffici delle Nazioni Unite a New York e Ginevra, la bandiera sventola a mezz'asta il giorno dopo la morte di un capo di Stato o di un capo di governo di uno Stato membro ma non durante il funerale.

### Nuova Zelanda

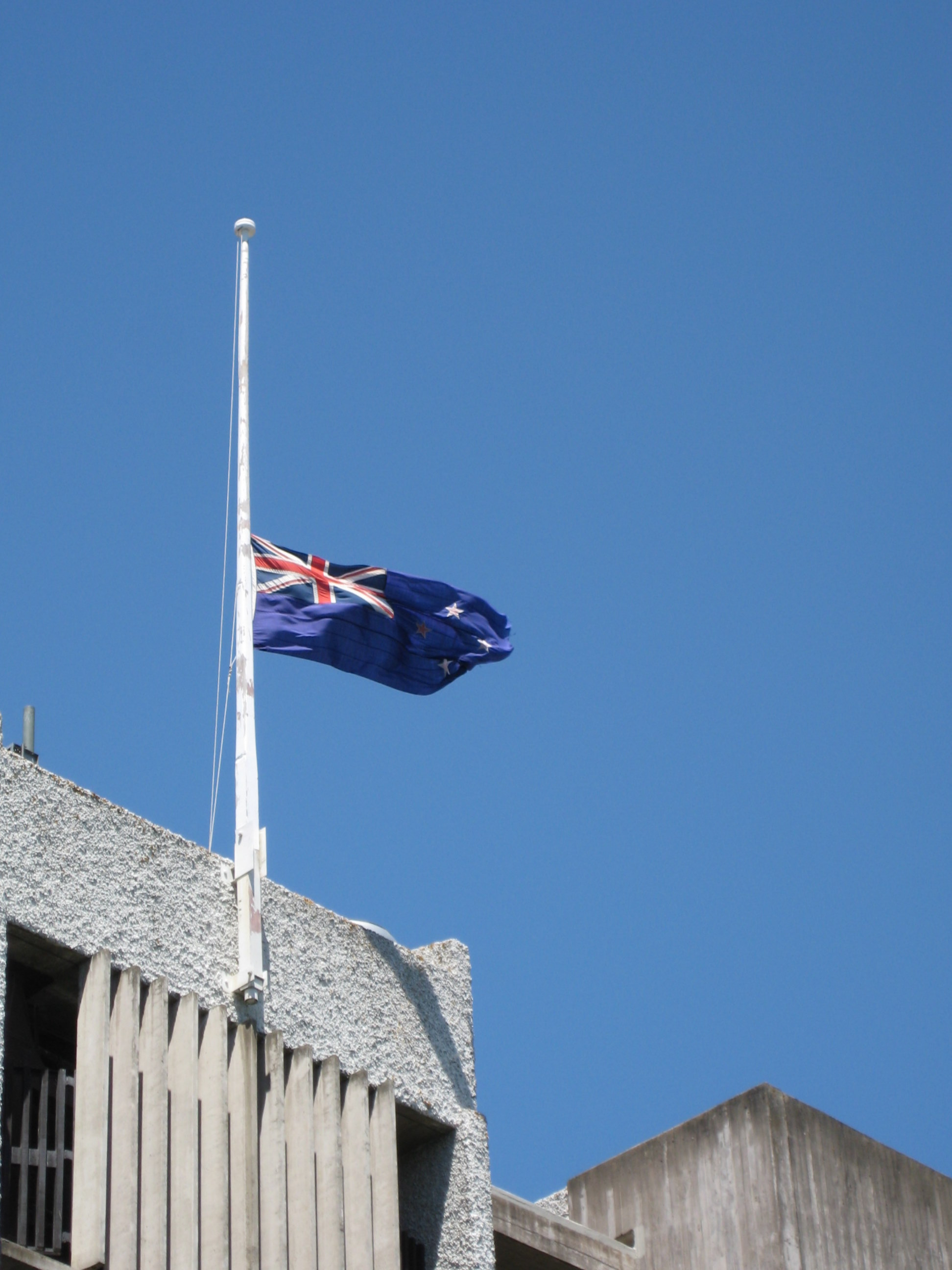
La bandiera neozelandese a mezz'asta come segno di rispetto alla morte di Sir Edmund Hillary

Per il governo e gli edifici pubblici, la bandiera della Nuova Zelanda sventola a mezz'asta per le seguenti persone:
- Per il Monarca della Nuova Zelanda a partire dal giorno dell'annuncio della morte fino al giorno del funerale, tranne il giorno della proclamazione del nuovo Monarca.
- Per attuali ed ex governatori generali e primi ministri della Nuova Zelanda il giorno dell'annuncio della loro morte e il giorno del loro funerale.
- Per membri della famiglia reale della Nuova Zelanda, nel giorno del loro funerale fino al comando della Regina o del Governatore Generale.
- Per i Governatori generali, i Primi ministri e i Capi di stato delle nazioni che fanno parte del Commonwealth

Può sventolare inoltre a mezz'asta su richiesta del Ministro per l'Arte, la Cultura e il Patrimonio o in occasione di tragedie nazionali.

### Paesi Bassi
La bandiera dei Paesi Bassi sventola a mezz'asta per ricordare il Giorno dei morti (4 maggio), dopo i due minuti di silenzio alle 20:00, la bandiera viene issata contemporaneamente alla riproduzione dell'inno nazionale. La bandiera sventola inoltre a mezz'asta per la morte di un membro della famiglia reale.

### Pakistan
La bandiera del Pakistan sventola a mezz'asta in questi giorni:
- Il 21 aprile, anniversario della morte del Poeta Nazionale, Allama Muhammad Iqbal (1938)
- 11 settembre, anniversario della morte del Padre della Nazione, Muhammad Ali Jinnah (1948)
- Il 16 ottobre, anniversario della morte del Primo ministro, Liaquat Ali Khan (1952)

La bandiera può inoltre sventolare a mezz'asta in qualsiasi altro giorno notificato dal Governo.

### Regno Unito

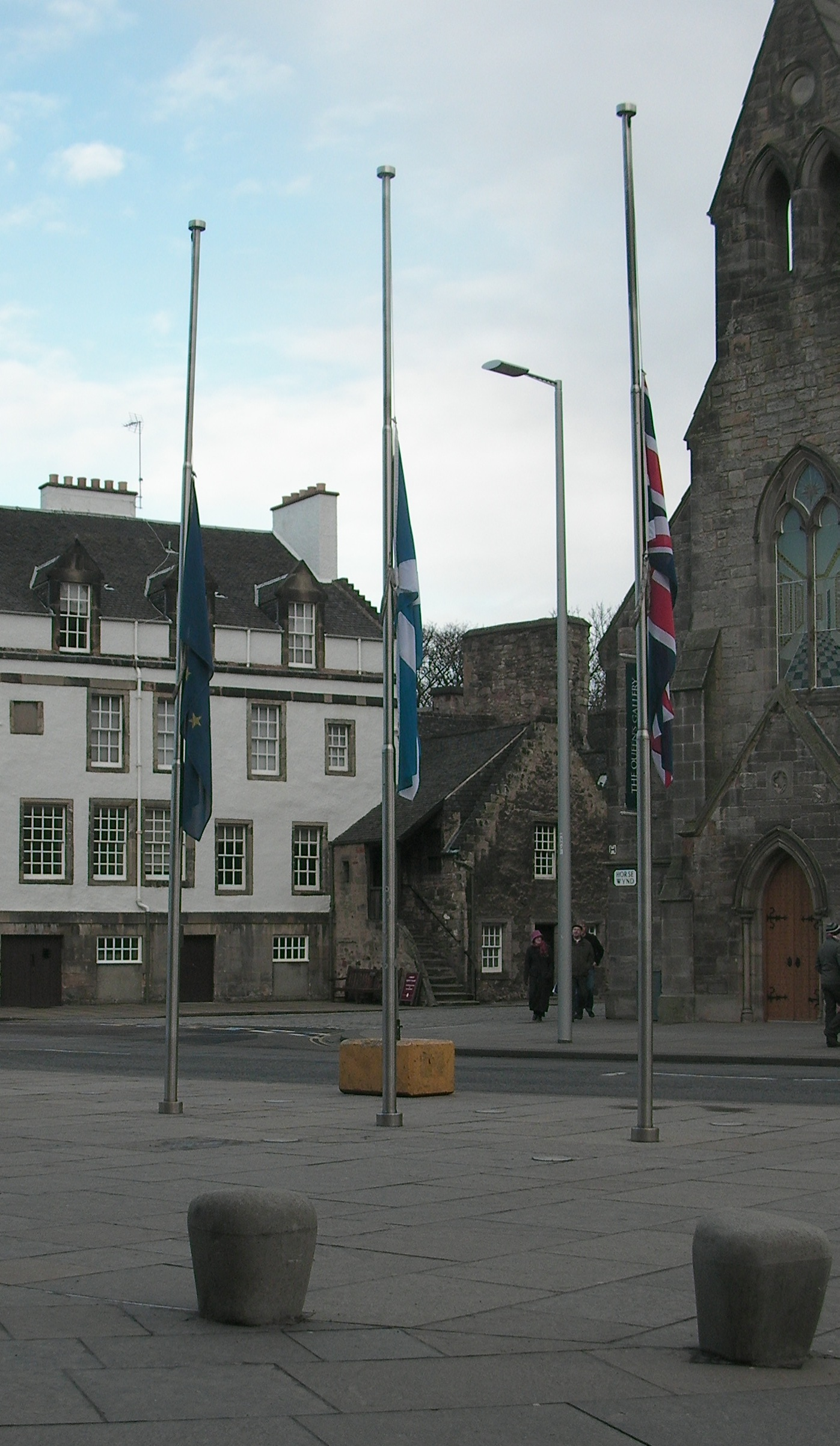
La bandiera del Regno Unito abbassata a mezz'asta presso la sede del Parlamento scozzese

La Royal Standard, bandiera del monarca britannico, non può mai essere fatta sventolare a mezz'asta in quanto c'è sempre un monarca vivente ed in carica: quando un sovrano del Regno Unito muore o abdica, il trono passa immediatamente al successore.
Nel Regno Unito il modo corretto per esporre la bandiera a mezz'asta è a due terzi tra la parte inferiore e superiore del pennone.
La bandiera può sventolare su un edificio governativo a mezz'asta nei seguenti giorni:
- dall'annuncio della morte del Sovrano fino al funerale, tranne il giorno della Proclamazione del nuovo Sovrano;
- durante i funerali dei membri della famiglia reale, su comando del Sovrano;
- durante i funerali di dominatori stranieri, su comando del Sovrano;
- durante i funerali di Primi Ministri e di ex Ministri del Regno Unito, su ordine del Sovrano;
- altre occasioni, su comando speciale del Sovrano.

La bandiera di una nazione straniera non deve mai sventolare a mezz'asta sul suolo del Regno Unito a meno che tale paese abbia dichiarato lutto.

### Russia
La bandiera della Federazione Russa sventola a mezz'asta con un nastro nero:
- il 22 giugno per ricordare l'invasione tedesca ai danni dell'URSS nel 1941;
- Alla morte di un attuale o ex Presidente russo
- Nel caso di catastrofi che causano oltre 100 morti - in tutto il paese, su richiesta del Presidente della Repubblica
- Nel caso di catastrofi che causano oltre 10 uccisi - in una regione sofferente, su ordine di un Governatore
- Nel caso di altre occasioni tragiche.

Tutte le bandiere regionali sventolano a mezz'asta nelle Giornate nazionali o regionali di lutto così come la bandiera nazionale. Le imprese e le organizzazioni non governative, ambasciate e organizzazioni internazionali, spesso si uniscono a lutto. Il lutto nazionale o regionale di solito dura un giorno.

### Singapore
La bandiera singaporiana è sventolata a mezz'asta in queste occasioni:
- Alla morte del Presidente Ong Teng Cheong nel febbraio 2002.
- Alla morte del Presidente Kim Wee Weeil, il 2 maggio 2005.
- Alla morte del Padre fondatore Goh Keng Swee, il 23 maggio 2010.
- Alla morte del Vice Primo Ministro Toh Chin Chye, cremato il 7 febbraio 2012.

### Stati Uniti
Negli Stati Uniti, il Presidente può emettere un ordine esecutivo per far sventolare a mezz'asta la bandiera degli Stati Uniti per la morte di figure principali del governo degli Stati Uniti ed altri, come segno di rispetto alla loro memoria. Quando un tale ordine viene emesso, tutti gli edifici pubblici, uffici, scuole pubbliche e basi militari fanno sventolare le loro bandiere a mezz'asta. Secondo la legge federale ([50]), le bandiere degli stati, città, località e gagliardetti delle società non devono mai essere collocati sopra la bandiera degli Stati Uniti; nello stesso modo anche tutte le altre bandiere quando la bandiera degli Stati Uniti sventola a mezz'asta. 

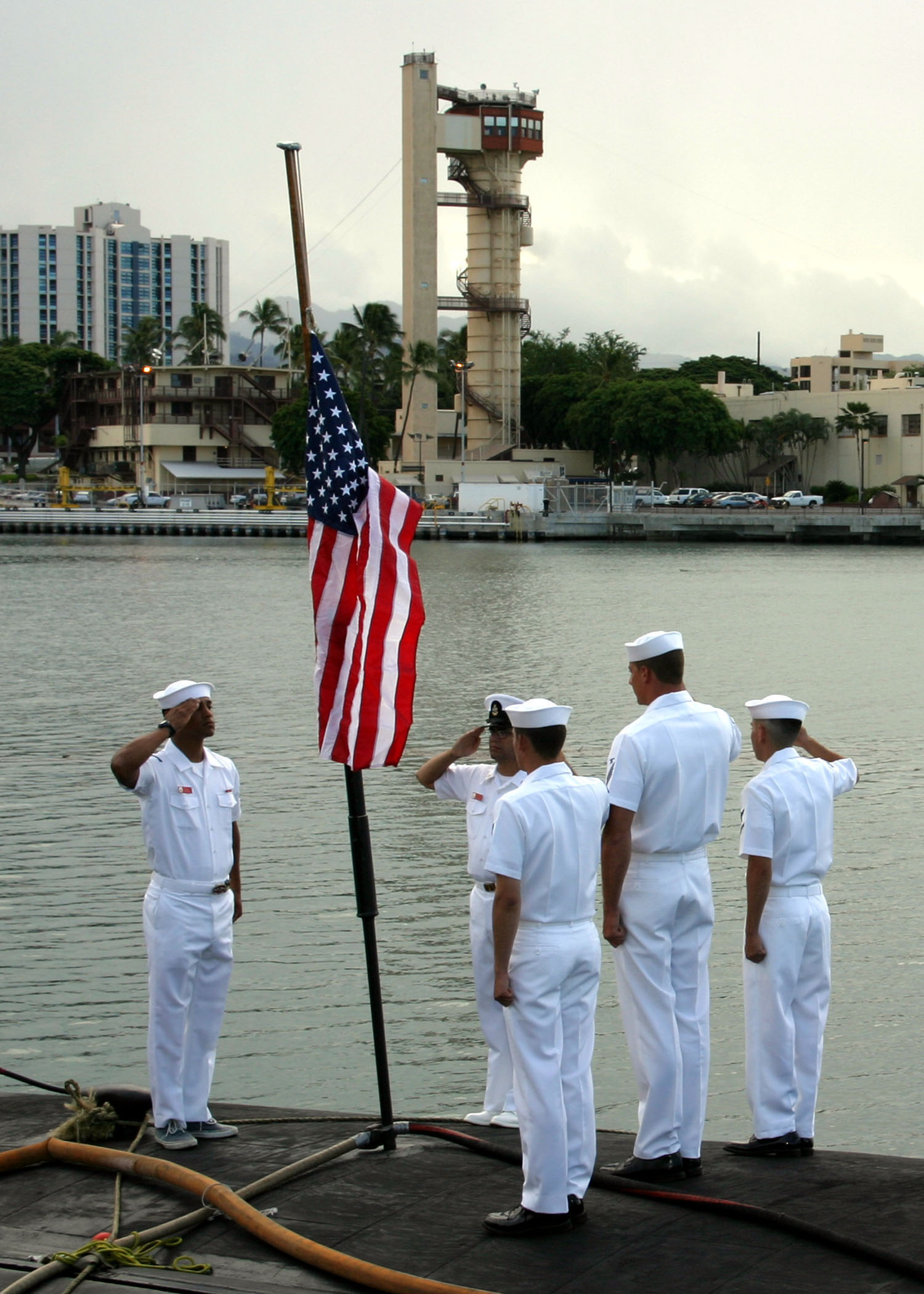
Bandiera statunitense a mezz'asta verso la città di Chicago in memoria degli uomini e delle donne morti l'11 settembre.

Non vi è alcuna sanzione per il mancato rispetto della normativa sopra citata.
I Governatori dei vari Stati o territori degli Stati Uniti sono autorizzati dalla legge federale di poter ordinare di far sventolare a mezz'asta in tutte le bandiere degli Stati Uniti e dello Stato nella loro giurisdizione in segno di rispetto per un ex o attuale funzionario dello Stato che è morto o per un membro del forze armate morto in servizio.
L'autorità del Governatore nell'emettere l'ordine è più ristretto rispetto al Presidente e non include la facoltà di emettere l'ordine per i residenti di Stato, poiché ordine esecutivo del governatore riguarda solo lo Stato che governo e non l'intero paese, poiché tali ordini emanati dal Governatore non sono proclami presidenziali.
La bandiera degli Stati Uniti d'America sventola a mezz'asta nelle seguenti circostanze:
- Per 30 giorni dopo la morte di un attuale o di ex Presidente eletto.
- Per 10 giorni dopo la morte di un attuale Vice Presidente, attuale o ex Ministro della Giustizia, o Presidente della Camera dei rappresentanti.
- Dal giorno della morte fino sepoltura di un giudice della Corte Suprema, di un Segretario di un dipartimento esecutivo o militare, di un ex Vice Presidente o di un Governatore di uno Stato o territorio.
- Il giorno della morte e il giorno seguente per un membro del Congresso.
- Nel Memorial Day fino a mezzogiorno.
- Al proclama presidenziale.

La legge federale richiede che la bandiera a mezz'asta il 15 maggio per il Giorno della Memoria degli Ufficiali
I Proclami presidenziali annuali prevedono inoltre la bandiera a mezz'asta il 7 dicembre per il "Pearl Harbor Remembrance Day" e l'11 settembre nel Patriot Day.
Il 16 ottobre 2001, il presidente George W. Bush ha approvato una legge che richiede che la bandiera degli Stati Uniti debba essere abbassata a mezz'asta su tutti gli edifici federali per commemorare i vigili del fuoco caduti in concomitanza con il giorno Nazionale in ricordo dei Vigili del Fuoco morti in servizio.

### Sudafrica
La bandiera del Sudafrica sventola a mezz'asta in segno di lutto e quando viene ordinato dal Presidente del Sudafrica.

### Taiwan
La bandiera nazionale della Repubblica di Cina sventola a mezz'asta il 28 febbraio per celebrare l'anniversario dell'incidente di Taiwan del 28 febbraio 1947.

### Thailandia
La bandiera thailandese è sventolata a mezz'asta dal 2 gennaio al 15 gennaio 2008 per la morte della principessa Galyani Vadhana, la Principessa di Naradhiwas.

### Turchia
La bandiera turca sventola a mezz'asta in tutto il paese ogni 10 novembre, tra le 09:05 e il tramonto, in memoria di Mustafa Kemal Atatürk, morto il 10 novembre 1938 alle 09:05 del mattino. Il Governo può emanare un ordine di esporre la bandiera a mezz'asta per la morte delle principali figure della vita politica turca, come un segno di rispetto per la memoria. Quando un tale ordine viene emanato, tutti gli edifici pubblici, uffici, scuole pubbliche e basi militari espongono la bandiera a mezz'asta.
Per mostrare la simpatia del popolo turco a un leader straniero, le bandiere hanno sventolate a mezz'asta per ordine governativo, ad esempio dopo la morte di Yasser Arafat e Papa Giovanni Paolo II.

### Uruguay
La bandiera dell'Uruguay viene issata facendo coincidere la metà del drappo con la metà dell'asta. Non può rimanere a mezz'asta nei seguenti giorni: 19 aprile, 18 maggio, 19 giugno, 18 luglio, 25 agosto.

### Vietnam
La bandiera nazionale del Vietnam viene fatta sventolare a mezz'asta in occasione della morte di un capo del Governo, politico e generale.
Oltre alla posizione abbassata della bandiera, come segno di rispetto viene aggiunto un nastro nero largo 1/10 della larghezza della bandiera e pari alla lunghezza della bandiera, legata al vertice.

### Zimbabwe
In Zimbabwe la bandiera sventola a mezz'asta solo alla morte di un Eroe Nazionale.